# Girtsji – Meer Vrijheid
Girtsji – Meer Vrijheid (Georgisch: გირჩი — მეტი თავისუფლება, Girtsji — Meti Tavisoepleba, in het Engels vaak aangeduid als Girchi-MF), is een liberaal-libertarische politieke partij in Georgië. Ze werd in 2020 opgericht als afsplitsing van Girtsji en heeft een vooral jonge aanhang.

## Geschiedenis
De partij is voortgekomen uit Nieuw Politiek Centrum – Girtsji (kortweg Girtsji), die in 2015 was opgericht als afsplitsing van de Verenigde Nationale Beweging. Op 4 december 2020 stapte oprichter en voormalig voorzitter Zoerab Dzjaparidze uit deze partij. Directe aanleiding waren controversiële opmerkingen op sociale media van voorzitter Iago Chvitsjia en onenigheid over de parlementaire boycot door de oppositie als gevolg van de in hun ogen oneerlijk verlopen parlementsverkiezingen van oktober 2020.
Lijsttrekker Dzjaparidze wilde dat de hele fractie hun zetel formeel zou opzeggen, maar de andere drie verkozen leden wilden daar niet aan en wilden onderhandelingsruimte hebben met regeringspartij Georgische Droom. Op 26 december 2020 werd de scheuring een feit, toen Dzjaparidze Girtsji – Meer Vrijheid oprichtte en een deel van de partij meenam. De partij gebruikte een identiek logo, omdat er geen rechten op zaten, en werd op 19 februari 2021 officieel geregistreerd.

### Parlement
Op 19 april 2021 stopten de meeste leden van de oppositie met hun boycot, toen door EU-president Charles Michel een akkoord was bemiddeld tussen de regerende Georgische Droom en de oppositie. Dzjaparidze en zijn drie voormalige fractiegenoten van Girtsji ondertekenden de overeenkomst en namen zitting in het parlement. Dzjaparidze stapte vervolgens in een gezamenlijke fractie van Strategie Agmasjenebeli, Republikeinse Partij en afgesplitste leden van Europees Georgië en de Verenigde Nationale Beweging. Ze noemden de fractie Groep voor de hervormingen van Charles Michel, een referentie naar de hervormingen die in het akkoord van Michel afgesproken waren.
Op 28 juli 2021 zegde Georgische Droom het akkoord van Michel op, wat Dzjaparidze ertoe aanzette alsnog zijn parlementszetel in te leveren. De terugtrekking van Georgische Droom was volgens hem een weigering van "de Euro-Atlantische toekomst van het land". Drie maanden later, na de gemeenteraadsverkiezingen, werd op 17 november 2021 zijn zetel door het parlement ingetrokken. Omdat Dzjaparidze via de partijlijst van Girtsji was gekozen, werd deze fractie uitgebreid met een vierde lid van de lijst, waardoor Girtsji – Meer Vrijheid niet meer in het parlement vertegenwoordigd was.

### Gemeenteraadsverkiezingen 2021
Girtsji – Meer Vrijheid wist meer aanhang te verwerven dan Girtsji, die na de splitsing wegzakte in peilingen. In de opmaat naar de gemeenteraadsverkiezingen van oktober 2021 werd Girtsji – Meer Vrijheid gepeild op drie procent, terwijl Girtsji op een procent gepeild werd. Dzjaparidze was als charismatisch leider een van de toonaangevende gezichten van de anti-regeringsprotesten en werkte innig samen met de overige pro-Westerse oppositie. Daarnaast bleven de originele en onderscheidende campagnethema's die hij meenam uit Girtsji bestaan, met libertarische ideeën, de introductie van een gekozen sheriff naar Amerikaans model en de hervorming van de wetshandhaving in Georgië.
De partij zocht in de zomer van 2021 de samenwerking met de Verenigde Nationale Beweging, Europees Georgië en de splinterpartij Droa, een afsplitsing van Europees Georgië. De vier partijen kwamen gezamenlijke kandidaten overeen in Tbilisi, waarbij Girtsji – Meer Vrijheid in vier van de tien enkelvoudige kiesdistricten in de hoofdstad een kandidaat leverde. In de rest van het land opereerden de partijen merendeels zelfstandig met eigen kandidaten en partijlijsten voor de evenredige vertegenwoordiging. Dat laatste gold ook voor Tbilisi. De partij behaalde landelijk 1,4 procent van de stemmen en haalde de kiesdrempel van 2,5 procent alleen voor de gemeenteraad van Tbilisi (3,3 procent), waar ze één zetel won. De districten in Tbilisi wist de partij niet te verzilveren. De partij sloot zich daarna aan bij de oppositieprotesten tegen de verkiezingsresultaten, die ze gemanipuleerd beschouwden, maar deze hadden geen effect. Als buitenparlementaire partij was Girtsji – Meer Vrijheid de daaropvolgende periode op straat zichtbaar aanwezig bij demonstraties.

### Europese politiek
In de zomer van 2022 werd Girtsji – Meer Vrijheid toegelaten tot de Europese liberale koepelpartij ALDE en de wereldwijde liberale organisatie Liberale Internationale. De partij wist in 2024 samen met het ook aan ALDE gelieerde Strategie Agmasjenebeli een passage op te nemen in het manifest van ALDE voor de verkiezingen voor het Europees Parlement van 2024 over steun aan EU-kandidaatlanden zoals Georgië. De passage stelde dat ALDE "de ambitie heeft om ervoor te zorgen dat de landen van de Westelijke Balkan, Moldavië, Georgië en Oekraïne klaar zijn om tegen 2029 aan alle toetredingscriteria te voldoen."
In maart 2023 sloot de partij zich aan bij protesten tegen het wetsvoorstel over zogeheten 'Buitenlandse agenten'. Het controversiële wetsvoorstel werd vanwege de hevige protesten haastig ingetrokken, maar werd een jaar later alsnog ingediend, kort nadat Georgië de EU-kandidaatsstatus had verkregen. De partij sloot zich wederom aan bij de protesten, die dit keer weken duurden, maar geen succes hadden. De wet werd ondanks een presidentieel veto doorgedrukt. Door de pro-Europese oppositie, waaronder Girtsji – Meer Vrijheid, werd deze wet gezien als een bedreiging van het Europese toetredingstraject. Dzjaparidze werd in deze periode tweemaal in een etmaal door gemaskerde mannen overvallen in de buurt van het partijkantoor. Twee dagen vóór het incident was Dzjaparidzes broer Gia, ook een bekend persoon in Georgië, op weg naar huis overvallen en mishandeld.

### Bundeling oppositie

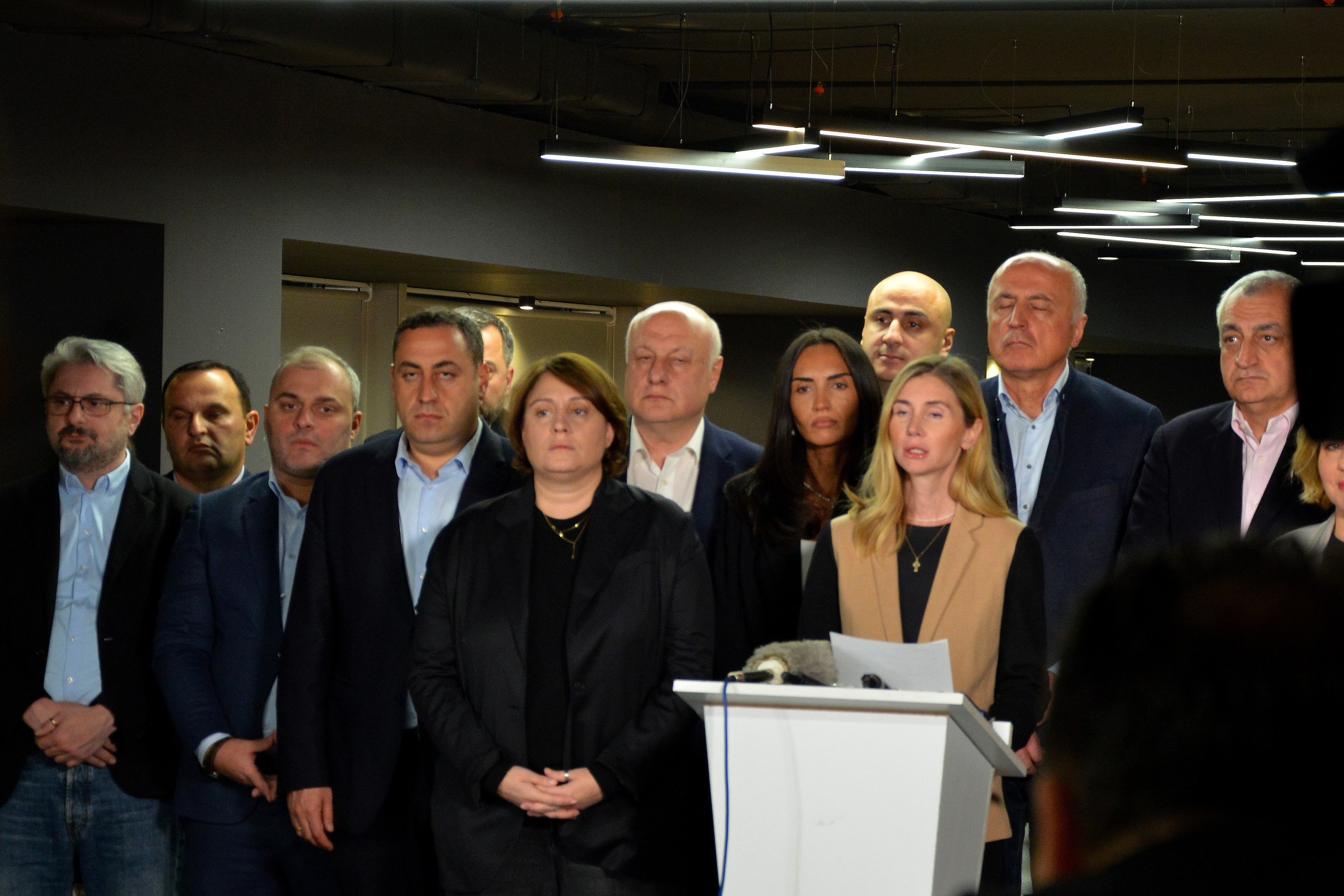
De oppositie als gezamenlijk front rond de verkiezingen van 2024. Uiterst rechts Zoerab Dzjaparidze en leider van Droa, Elene Chosjtaria. Uiterst links Achali-leider Nika Gvaramia. Deze partijen vormden 'Coalitie voor Verandering'. Links van het midden Tina Bokoetsjava van Verenigde Nationale Beweging en Giorgi Vasjadze van Strategie Agmasjenebeli.

In september 2023 ging Girtsji – Meer Vrijheid een electorale alliantie aan met Droa, om zo de krachten te bundelen in aanloop naar de als cruciaal aangemerkte parlementsverkiezingen van oktober 2024. Hun doelstellingen waren onder meer dat er niet samengewerkt zou worden met "het Russische regime" (Georgische Droom) en het "Sovjet-eenpartijstelsel vervangen door een moderne coalitieregering naar westers model". Om de opkomst onder de diaspora te vergroten, kwamen de twee partijen met het initiatief "Stembus in je stad", met als doel stembureaus in het buitenland te openen in steden waar geen Georgisch consulaat is gevestigd. Hiervoor is volgens de kieswet een verzoek gedragen door minimaal vijftig Georgische staatsburgers in die regio nodig.
In 2024 sloten de twee partijen zich aan bij de Coalitie voor Verandering, een initiatief van de nieuwe partij Achali opgericht door voormalige prominenten uit de Verenigde Nationale Beweging, Nika Melia en Nika Gvaramia. Kort daarna ondertekende de partij met een reeks andere oppositiepartijen het 'Georgisch Handvest', dat was geïnitieerd door president Salome Zoerabisjvili. Het handvest, dat de pro-westerse oppositie verenigde, zette doelen uiteen voor een mogelijke toekomstige regering, waaronder de terugkeer op het pad van EU-lidmaatschap en het daartoe terugdraaien van wetten die dit pad in de weg staan.

### Parlementsverkiezingen 2024 en boycot

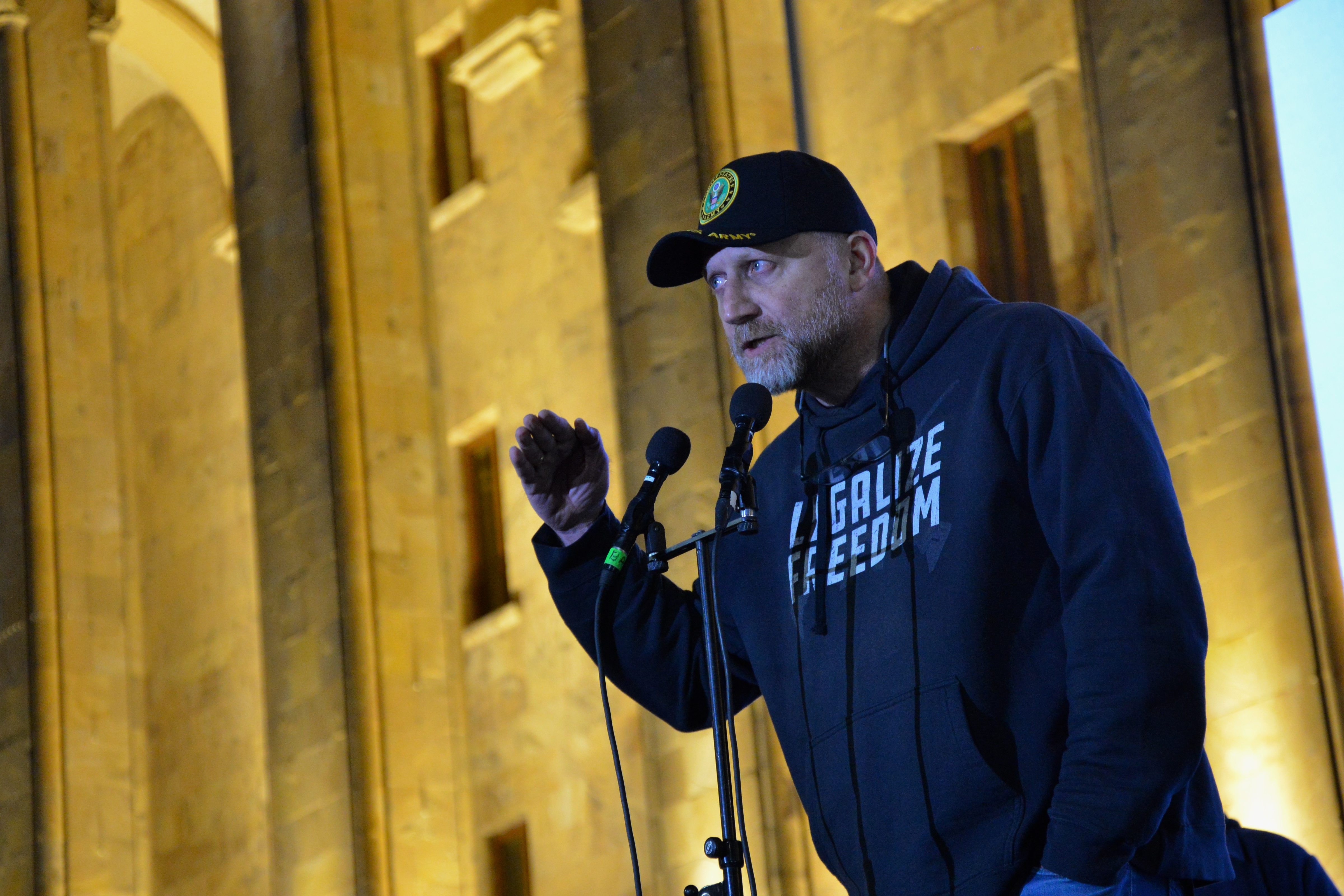
Partijleider Dzjaparidze werd een van de gezichten van de oppositieprotesten (4 november 2024).

Volgens de officiële maar betwiste resultaten van de parlementsverkiezingen behaalde de Coalitie voor Verandering elf procent van de stemmen, goed voor negentien zetels en was daarmee de grootste oppositiegroep. Drie zetels hiervan waren voor kandidaten van Girtsji – Meer Vrijheid. Alle oppositiegroepen boycotten het parlement, uit protest tegen de in hun ogen gestolen verkiezing. Alle verkozen leden van de Coalitie voor Verandering dienden een verzoek in tot beëindiging van hun parlementszetel. Dit werd op 5 februari 2025 ingewilligd door de parlementaire meerderheid van Georgische Droom. De groep had ook de kieslijst laten annuleren, waardoor de zetels vacant bleven.
Tijdens de verkiezingscampagne maakte de regerende Georgische Droom duidelijk dat ze de partij schaart onder de "satellieten van de Verenigde Nationale Beweging", die ze allemaal wil gaan verbieden. Partijleider Dzjaparidze werd op 23 juni 2025 veroordeeld tot zeven maanden celstraf met een verbod van twee jaar op publieke functies, omdat hij had geweigerd voor de zogeheten commissie-Tsoeloekiani te verschijnen. Deze was ingesteld om de vermeende misdaden begaan door de regering-Saakasjvili in de periode 2003-2012 te onderzoeken, met als doel de Verenigde Nationale Beweging en al haar zogenaamde satellietpartijen te verbieden.
De partij boycotte met een groot deel van de pro-westerse oppositie de gemeenteraadsverkiezingen van 4 oktober 2025, omdat deelname een feitelijke erkenning van de in hun ogen illegale regering zou zijn en de verkiezingen een farce zouden worden.

## Ideologie
Girtsji – Meer Vrijheid wordt algemeen beschouwd als een libertarische of rechts-liberale partij. De partij heeft veel ideologische gelijkenissen met Girtsji en trekt ook hetzelfde jonge publiek aan. Het buitenlands beleid van de partij wordt gezien als meer overtuigd pro-westers, pro-Europees en Atlantisch dan Girtsji. Daarnaast profileerde Girtsji – Meer Vrijheid zich als sterk anti-Georgische Droom, terwijl Girtsji daar ambivalenter in was en deals sloot met deze partij.
De partij pleit onder andere voor politieke en bestuurlijke decentralisatie, gekozen rechterlijke macht en politiechefs, liberalisering van softdrugs als marihuana, afschaffing van de militaire dienstplicht, het recht om wapens te bezitten en te dragen en een verdubbeling van het militaire budget. Op economisch vlak steunt de partij een vrijemarkteconomie, belastingverlagingen, deregulering en de afschaffing van de Nationale Bank van Georgië.

### Publieksperceptie
In een publieksonderzoek uit 2023 werd de partij geassocieerd met het "corrumperen van jongeren" door de "promotie van marihuana". Sommigen beschouwden de partijleden of hun -leiders als gewetenloze charlatans die gemakkelijk misbruik maakten van de gevoelens van jongeren. Ze werden ook wel "de partij van de charlatans" en "vernietigers van de Georgische etniciteit" genoemd. De partij werd door de respondenten gezien als een onderscheidende partij die zich met een eigen ideologie en uitgesproken standpunten richt op een specifieke groep kiezers, maar die geen algemene steun geniet. De scheuring in 2020 van Girtsji had volgens hen de unieke identiteit van de partij aangetast, waarbij het verschil tussen de twee Girtsji's ook moeilijk te zien was.

## Verkiezingsresultaten
Een overzicht van de verkiezingsuitslagen voor de partij.

### Parlementsverkiezingen
De partij deed in 2024 mee als onderdeel van de electorale alliantie Coalitie voor Verandering, die de grootste oppositiegroep werd in de verkiezingen. Van de 19 zetels die de coalitie wist te winnen volgens de officiele, maar betwiste resultaten, waren er drie voor Girtsji – Meer Vrijheid.
| 2024 | 4 | Via kieslijst Coalitie voor Verandering | Via kieslijst Coalitie voor Verandering | Via kieslijst Coalitie voor Verandering | Via kieslijst Coalitie voor Verandering | Via kieslijst Coalitie voor Verandering | 3 / 150 | Nieuw | Oppositie           | [ 27 ] [ 28 ] |  |  |  |  |
| 2024 | 4 | Via kieslijst Coalitie voor Verandering | Via kieslijst Coalitie voor Verandering | Via kieslijst Coalitie voor Verandering | Via kieslijst Coalitie voor Verandering | Via kieslijst Coalitie voor Verandering | 3 / 150 | Nieuw | Buiten-parlementair | [ 29 ]        |  |  |  |  |
|      |   |                                         |                                         |                                         |                                         |                                         |         |       |                     |               |  |  |  |  |

### Gemeenteraadsverkiezingen
De partij won in 2021 hun enige zetel in de gemeenteraad van Tbilisi. Dit was de enige gemeente waar ze de kiesdrempel wist te behalen. Hier kreeg de partij 15.799 van de 25.446 stemmen ze in het hele land kreeg. De gemeenteraadsverkiezingen vinden in Georgië plaats in een gemengd kiesstelsel, met een stem op een gesloten partijlijst voor de evenredige vertegenwoordiging, waar een kiesdrempel van drie procent geldt, en een stem op een kandidaat in enkelvoudige kiesdistricten.
| 2021 | 36                     | 25.446                 | 1,4                    | 7                      | 1                      | 0                      | 1 / 2.068              | Nieuw | [ 30 ] [ 10 ] [ 31 ] |  |  |  |  |  |
| 2025 | Geen deelname (boycot) | Geen deelname (boycot) | Geen deelname (boycot) | Geen deelname (boycot) | Geen deelname (boycot) | Geen deelname (boycot) | Geen deelname (boycot) |       |                      |  |  |  |  |  |
|      |                        |                        |                        |                        |                        |                        |                        |       |                      |  |  |  |  |  |

## Partijleiders
Oprichter van de partij Zoerab Dzjaparidze werd op het oprichtingscongres van de partij tot voorzitter benoemd.
| # | Naam               | Van              | Tot | Noot |
| - | ------------------ | ---------------- | --- | ---- |
| 1 | Zoerab Dzjaparidze | 26 december 2020 |     |      |
|   |                    |                  |     |      |

## Internationale relaties
De partij trad tegelijkertijd met Lelo op 2 juni 2022 als volwaardig lid toe tot de Europese liberale koepelpartij ALDE, waarmee op dat moment vijf Georgische partijen aan de Europese liberale waren verbonden. Een maand later werd de partij waarnemer bij de Liberale Internationale (LI), de wereldwijde koepelorganisatie van liberale partijen.